# Matteo Haas
Matteo Haas (28 novembre 2004) è uno sciatore alpino austriaco.

## Biografia
Specialista delle prove veloci attivo dal novembre del 2020, in Coppa Europa Matteo Haas ha esordito il 25 gennaio 2022 a Saalbach-Hinterglemm in discesa libera (86º) e ha conquistato la prima vittoria, nonché primo podio, il 30 gennaio 2025 a Orcières nella medesima specialità; non ha debuttato in Coppa del Mondo e non ha preso parte a rassegne olimpiche o iridate.

## Palmarès

### Coppa Europa
- Miglior piazzamento in classifica generale: 31º nel 2025
- 1 podio:
  - 1 vittoria

#### Coppa Europa - vittorie
| Data            | Località | Paese   | Specialità |
| --------------- | -------- | ------- | ---------- |
| 30 gennaio 2025 | Orcières | Francia | DH         |

Legenda:

DH = discesa libera

### Campionati austriaci
- 1 medaglia:
  - 1 bronzo (discesa libera nel 2024)